# 永安寺 (阆中)
阆中永安寺为一古佛寺，位于四川省阆中市水观镇东北5千米，距阆中城经40千米。永安寺始建于唐朝，历经宋、元、明、清续建和培修，占地15亩，建筑面积1700平方米，现存建筑中仅大殿建于元至顺四年（1333年），其余均为清代建筑。1956年8月16日公佈為四川省第一批歷史及革命文物保護單位。1980年7月7日重新公佈為四川省第一批文物保護單位。2001年6月25日列為第五批全國重點文物保護單位。
永安寺由大门、观音楼、大殿、西厢侧殿、天王殿等部分组成。永安寺大门为垂花门形式。观音楼为一座重檐悬山式建筑，里有懒坐观音和缪庄王等神像10余尊。主体建筑永安寺大殿建于两层台基之上，大殿开间3间宽15.15米，进深17.3米，为元代建筑。殿顶为单檐歇山式，屋面施布瓦。前檐下施铺作斗拱六朵，内柱用减柱造，使殿堂空间显得宽阔宏大。大殿两侧各塑六臂菩萨一尊，同列坐佛12尊。
大殿佛像后山墙上，有壁画彩绘“天龙八部图”，并有“元至正戊子”的题记。壁画色彩鲜艳，形象生动，技法高超，为古代艺术珍品，但遗憾的是在“文化大革命”中，壁画和塑像均被毁坏，所幸壁画照片尚存四川省博物馆，佛像画家程世秋又将其临摩复制。